# 科尔达黑粉菌
科尔达黑粉菌（学名：Ustilago cordae）是属于黑粉菌目黑粉菌科黑粉菌属的一种真菌，寄生在蓼属植物上。该种分布于中国、蒙古、朝鲜、日本、菲律宾、哈萨克斯坦、乌兹别克斯坦、格鲁吉亚、以色列、丹麦、挪威、瑞典、芬兰、爱沙尼亚、拉脱维亚、立陶宛、俄罗斯、乌克兰、波兰、德国、法国、西班牙、希腊、加拿大、美国等地。